# Demian Maia
Demian Augusto Baptista Maia, född 6 november 1977 i São Paulo, är en brasiliansk MMA-utövare som sedan 2007 tävlar i organisationen Ultimate Fighting Championship. Maia har även blivit världsmästare i brasiliansk jiu-jitsu vid två tillfällen.

## Tävlingsfacit
| Resultat | Facit | Motståndare            | Metod                         | Evenemang                              | Datum             | Rond | Tid  | Plats                            | Notering                 |
| -------- | ----- | ---------------------- | ----------------------------- | -------------------------------------- | ----------------- | ---- | ---- | -------------------------------- | ------------------------ |
| Vinst    | 1–0   | Raul Sosa              | TKO (slag)                    | Tormenta en el Ring                    | 21 september 2001 | 1    | 0:48 | Caracas, Venezuela               |                          |
| Vinst    | 2–0   | Łukasz Chlewicki       | Submission (armbar)           | The Cage Vol. 4 - Redemption           | 3 december 2005   | 1    | 4:22 | Helsingfors, Finland             |                          |
| Vinst    | 3–0   | Vitelmo Kubis Bandeira | Submission (rear-naked)       | Super Challenge 1                      | 7 oktober 2006    | 1    | 3:30 | São Paulo, Brasilien             |                          |
| Vinst    | 4–0   | Gustavo Machado        | Domslut (enhälligt)           | Super Challenge 1                      | 7 oktober 2006    | 2    | 5:00 | São Paulo, Brasilien             |                          |
| Vinst    | 5–0   | Fabio Nascimento       | Submission (giljotin)         | Super Challenge 1                      | 7 oktober 2006    | 1    | 0:35 | São Paulo, Brasilien             |                          |
| Vinst    | 6–0   | Ryan Stout             | TKO (skadad axel)             | GFC: Evolution                         | 19 maj 2007       | 1    | 1:54 | Columbus, OH, USA                |                          |
| Vinst    | 7–0   | Ryan Jensen            | Submission (rear-naked)       | UFC 77                                 | 20 oktober 2007   | 1    | 2:40 | Cincinnati, OH, USA              |                          |
| Vinst    | 8–0   | Ed Herman              | Teknisk submission (triangel) | UFC 83                                 | 19 april 2008     | 2    | 2:27 | Montréal, Kanada                 |                          |
| Vinst    | 9–0   | Jason MacDonald        | Submission (rear-naked)       | UFC 87                                 | 9 augusti 2008    | 3    | 2:44 | Minneapolis, MN, USA             |                          |
| Vinst    | 10–0  | Nate Quarry            | Submission (rear-naked)       | UFC 91                                 | 15 november 2008  | 1    | 2:13 | Las Vegas, NV, USA               |                          |
| Vinst    | 11–0  | Chael Sonnen           | Submission (triangel)         | UFC 95                                 | 21 februari 2009  | 1    | 2:37 | London, England                  |                          |
| Förlust  | 11–1  | Nate Marquardt         | KO (slag)                     | UFC 102                                | 29 augusti 2009   | 1    | 0:21 | Portland, OR, USA                |                          |
| Vinst    | 12–1  | Dan Miller             | Domslut (enhälligt)           | UFC 109                                | 6 februari 2010   | 3    | 5:00 | Las Vegas, NV, USA               |                          |
| Förlust  | 12–2  | Anderson Silva         | Domslut (enhälligt)           | UFC 112                                | 10 april 2010     | 5    | 5:00 | Abu Dhabi, Förenade Arabemiraten | Titelmatch i mellanvikt. |
| Vinst    | 13–2  | Mario Miranda          | Domslut (enhälligt)           | UFC 118                                | 28 augusti 2010   | 3    | 5:00 | Boston, MA, USA                  |                          |
| Vinst    | 14–2  | Kendall Grove          | Domslut (enhälligt)           | The Ultimate Fighter 12 Finale         | 4 december 2010   | 3    | 5:00 | Las Vegas, NV, USA               |                          |
| Förlust  | 14–3  | Mark Muñoz             | Domslut (enhälligt)           | UFC 131                                | 11 juni 2011      | 3    | 5:00 | Vancouver, Kanada                |                          |
| Vinst    | 15–3  | Jorge Santiago         | Domslut (enhälligt)           | UFC 136                                | 8 oktober 2011    | 3    | 5:00 | Houston, TX, USA                 |                          |
| Förlust  | 15–4  | Chris Weidman          | Domslut (enhälligt)           | UFC on Fox: Evans vs. Davis            | 28 januari 2012   | 3    | 5:00 | Chicago, IL, USA                 |                          |
| Vinst    | 16–4  | Kim Dong-Hyun          | TKO (revbensskada)            | UFC 148                                | 7 juli 2012       | 1    | 0:47 | Las Vegas, NV, USA               | Debut i weltervikt.      |
| Vinst    | 17–4  | Rick Story             | Submission (neck crank)       | UFC 153                                | 13 oktober 2012   | 1    | 2:30 | Rio de Janeiro, Brasilien        |                          |
| Vinst    | 18–4  | Jon Fitch              | Domslut (enhälligt)           | UFC 156                                | 2 februari 2013   | 3    | 5:00 | Las Vegas, NV, USA               |                          |
| Förlust  | 18–5  | Jake Shields           | Domslut (delat)               | UFC Fight Night: Maia vs. Shields      | 9 oktober 2013    | 5    | 5:00 | Barueri, Brasilien               |                          |
| Förlust  | 18–6  | Rory MacDonald         | Domslut (enhälligt)           | UFC 170                                | 22 februari 2014  | 3    | 5:00 | Las Vegas, NV, USA               |                          |
| Vinst    | 19–6  | Aleksandr Jakovlev     | Domslut (enhälligt)           | UFC Fight Night: Miocic vs. Maldonado  | 31 maj 2014       | 3    | 5:00 | São Paulo, Brasilien             |                          |
| Vinst    | 20–6  | Ryan LaFlare           | Domslut (enhälligt)           | UFC Fight Night: Maia vs. LaFlare      | 21 mars 2015      | 5    | 5:00 | Rio de Janeiro, Brasilien        |                          |
| Vinst    | 21–6  | Neil Magny             | Submission (rear-naked)       | UFC 190                                | 1 augusti 2015    | 2    | 2:52 | Rio de Janeiro, Brasilien        |                          |
| Vinst    | 22–6  | Gunnar Nelson          | Domslut (enhälligt)           | UFC 194                                | 12 december 2015  | 3    | 5:00 | Las Vegas, NV, USA               |                          |
| Vinst    | 23–6  | Matt Brown             | Submission (rear-naked)       | UFC 198                                | 14 maj 2016       | 3    | 4:31 | Curitiba, Brasilien              |                          |
| Vinst    | 24–6  | Carlos Condit          | Submission (rear-naked)       | UFC on Fox: Maia vs. Condit            | 27 augusti 2016   | 1    | 1:52 | Vancouver, Kanada                |                          |
| Vinst    | 25–6  | Jorge Masvidal         | Domslut (delat)               | UFC 211                                | 13 maj 2017       | 3    | 5:00 | Dallas, TX, USA                  |                          |
| Förlust  | 25–7  | Tyron Woodley          | Domslut (enhälligt)           | UFC 214                                | 29 juli 2017      | 5    | 5:00 | Anaheim, CA, USA                 | Titelmatch i weltervikt. |
| Förlust  | 25–8  | Colby Covington        | Domslut (enhälligt)           | UFC Fight Night: Brunson vs. Machida   | 28 oktober 2017   | 3    | 5:00 | São Paulo, Brasilien             |                          |
| Förlust  | 25–9  | Kamaru Usman           | Domslut (enhälligt)           | UFC Fight Night: Maia vs. Usman        | 19 maj 2018       | 5    | 5:00 | Santiago, Chile                  |                          |
| Vinst    | 26–9  | Lyman Good             | Submission (rear-naked)       | UFC Fight Night: Assunção vs. Moraes 2 | 2 februari 2019   | 1    | 2:38 | Fortaleza, Brasilien             |                          |
| Vinst    | 27–9  | Antony Rocco Martin    | Domslut (majoritets)          | UFC on ESPN: Ngannou vs. dos Santos    | 29 juni 2019      | 3    | 5:00 | Minneapolis, MN, USA             |                          |
| Vinst    | 28–9  | Ben Askren             | Submission (rear-naked)       | UFC Fight Night: Maia vs. Askren       | 26 oktober 2019   | 3    | 3:54 | Kallang, Singapore               | Fight of the Night       |